# Pulau Burung (plaats)
Pulau Burung is een bestuurslaag in het regentschap Indragiri Hilir van de provincie Riau, Indonesië. Pulau Burung telt 11.529 inwoners (volkstelling 2010).